# Urso Smokey
«harold-rosenberg-created-smokey-the-bear»

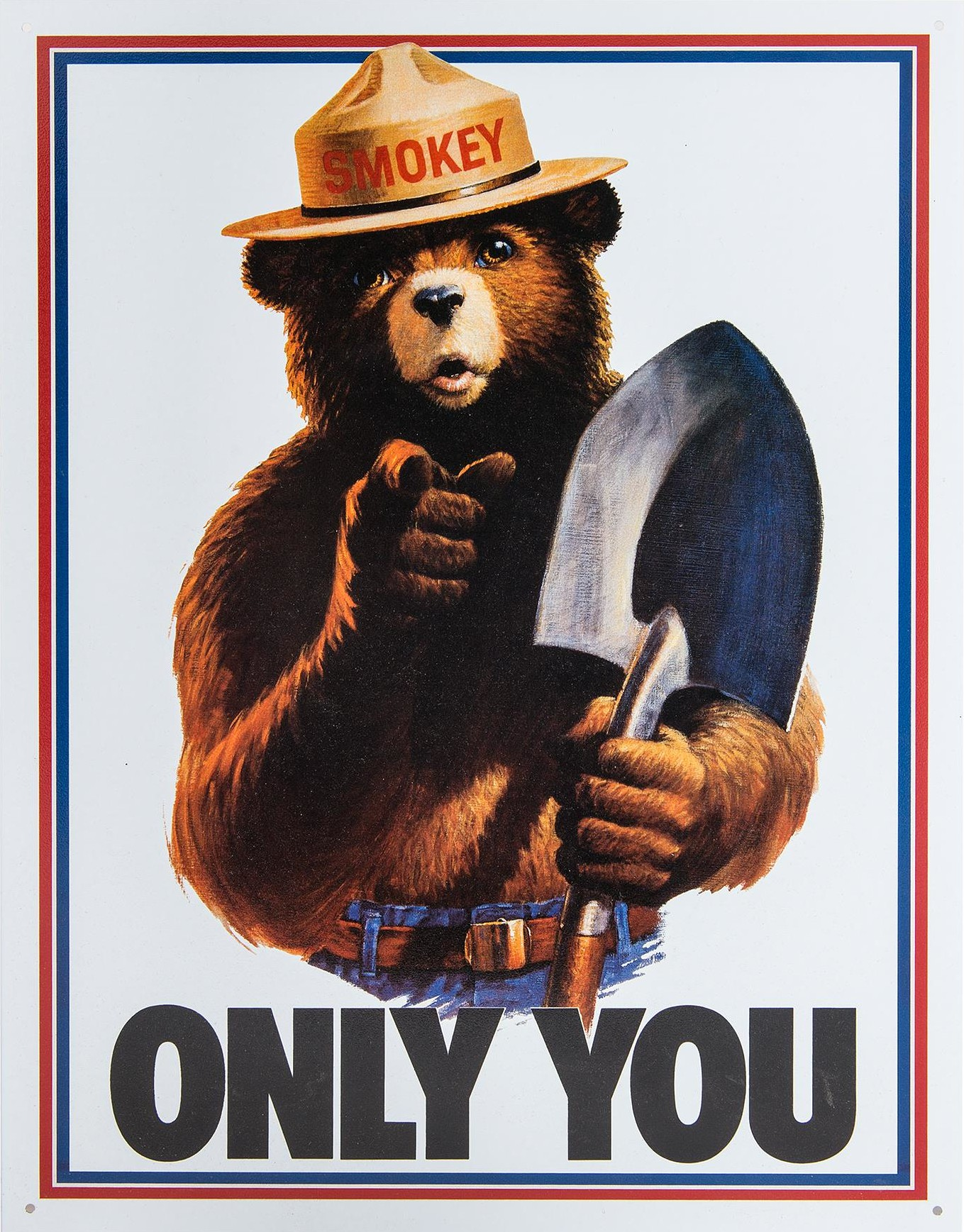
Anúncio com o Urso Smokey parodiando o Tio Sam.

Smokey, o Urso (também chamado de Urso Smokey ) é um mascote publicitário americano criado para educar o público sobre os perigos de incêndios florestais. Uma campanha de publicidade com Smokey e o slogan "Smokey Diz-Cuidados Vão Evitar de 9 a 10 Incêndios Florestais", foi criada em 1944. Um slogan mais recente do Urso Smokey, "Lembre-se... Só VOCÊ Pode Evitar que os Incêndios Florestais", foi criada em 1947 pelo Conselho Publicitário. Em abril de 2001, a mensagem foi atualizada para "Só Você Pode Evitar Incêndios." de Acordo com o Anúncio do Conselho, Smokey, o Urso e sua mensagem são reconhecidos nos Estados Unidos por 95% dos adultos e 77% das crianças.
Em 1952, os compositores Steve Nelson e Jack Rollins tiveram uma música de sucesso, chamada "Smokey, o Urso". A par disse que "o" foi adicionado ao nome de Smokey para manter o ritmo da música. Durante a década de 1950, essa variante do nome tornou-se generalizada, tanto na fala popular e na impressão, incluindo pelo menos um padrão de enciclopédia. Um livro de 1955 da série Pequenos Livros de Ouro se chamava Smokey Bear e Smokey se chama por esse nome no livro. Ele retratava Smokey como um órfão filhote resgatado no rescaldo de um incêndio na floresta. Desde o início, o nome de Smokey foi intencionalmente escrito de forma diferente a partir do adjetivo "smoky" (fumacento).
A personagem de ficção Urso Smokey, criado pelo crítico de arte Harold Rosenberg, é administrado por três entidades: a United States Forest Service, a Associação Nacional de Silvicultores do Estado, e o Conselho Publicitário. O nome e a imagem de Smokey são protegidos pela U.S. lei federal, o Ato Smokey Bear de 1952 (16 U. S. C. 580 (p-2); 18 U. S. C. 711).

## Início da campanha

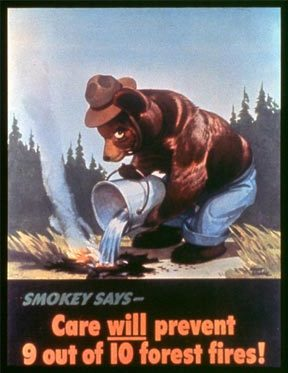
Cartaz de estreia de Smokey, o Urso.

Apesar de o Serviço Florestal dos EUA ter lutado contra incêndios muito antes da Segunda Guerra Mundial, a guerra trouxe uma nova importância e urgência para o esforço. O serviço florestal começou a usar cartazes coloridos, para educar os Americanos sobre os perigos de incêndios florestais. Uma vez que a maioria dos homens sãos já estavam servindo nas forças armadas, nenhum foi poupado para combate a incêndios florestais na Costa Oeste. A esperança era de que as comunidades locais, educadas sobre o perigo de incêndios florestais, poderiam impedir seu início, em primeiro lugar.
Em 13 de agosto de 1942, o quinto longa-metragem de animação motion picture da Disney Bambi , estreou em Nova York. Logo depois, Walt Disney permitiu que seus personagens aparecessem nas campanhas de serviço público prevenção de incêndios. No entanto, Bambi foi apenas emprestado para o governo por um ano, então, um símbolo da novo era necessário. Um urso foi escolhido. Seu nome foi inspirado no "Smokey" Joe Martin, um herói do Corpo de bombeiros de Nova York que sofreu queimaduras e cegueira durante um destemido resgate, em 1922.
O cartaz de estreia de Smokey foi lançado em 9 de agosto de 1944, data que é considerada como seu aniversário. Supervisionado pela Campanha da Cooperativa de Prevenção de Incêndios Florestais, o primeiro cartaz foi ilustrado por Albert Staehle. Em que Smokey foi retratado vestindo jeans e um chapéu de campanha, derramando um balde de água em uma fogueira. A mensagem abaixo lê, "Smokey diz – Cuidado vai evitar  9 de 10 incêndios florestais!" Knickerbocker Bears ganhou a licença para produzir brinquedos do Urso Smokey em 1944. Também em 1944, o trabalhador do Serviço Florestal Rudy Wendelin tornou-se o artista de campanha em tempo integral; ele foi considerado como o "tratador" Smokey até se aposentar em 1973.
Além disso, durante A Segunda Guerra Mundial, o Império do Japão considerou o uso de incêndios florestais como uma possível arma. Durante o evento conhecido como Lookout Air Raids de Setembro de 1942, o exército Japonês fez uma tentativa sem sucesso de incendiar florestas costeiras no sudoeste de Oregon. Planejadores americanos também esperaram que se os estadunidenses soubessem como queimadas iriam ferir o esforço da guerra, eles cooperariam melhor com o Serviço Florestal para eliminar qualquer tipo de fogo nas matas. Mais tarde, o Exército Japonês renovou sua estratégia incendiária, de Novembro de 1944 até Abril de 1945, lançando 9 000 balões de fogo no jet stream, esperando que o ataque atingiria 10% dos Estados Unidos da América. No fim, apenas cinco crianças e sua professora, Elsie Mitchell, foram mortos pelas bombas próximas a Bly, Oregon, no dia 5 de Maio de 1945. Um memorial foi erguido no local hoje chamado de Área de Recreação Mitchell.
Em 1947, o slogan associado com o Urso Smokey por mais de cinco décadas foi criado: "Lembre-se ... apenas VOCÊ pode impedir os incêndios florestais".  Em 2001, foi feita a mudança de "Incêndios Florestais" para "Queimadas", como lembrete de que outras áreas (como campinas) também possuem risco de queimada.

## O símbolo vivo de Smokey

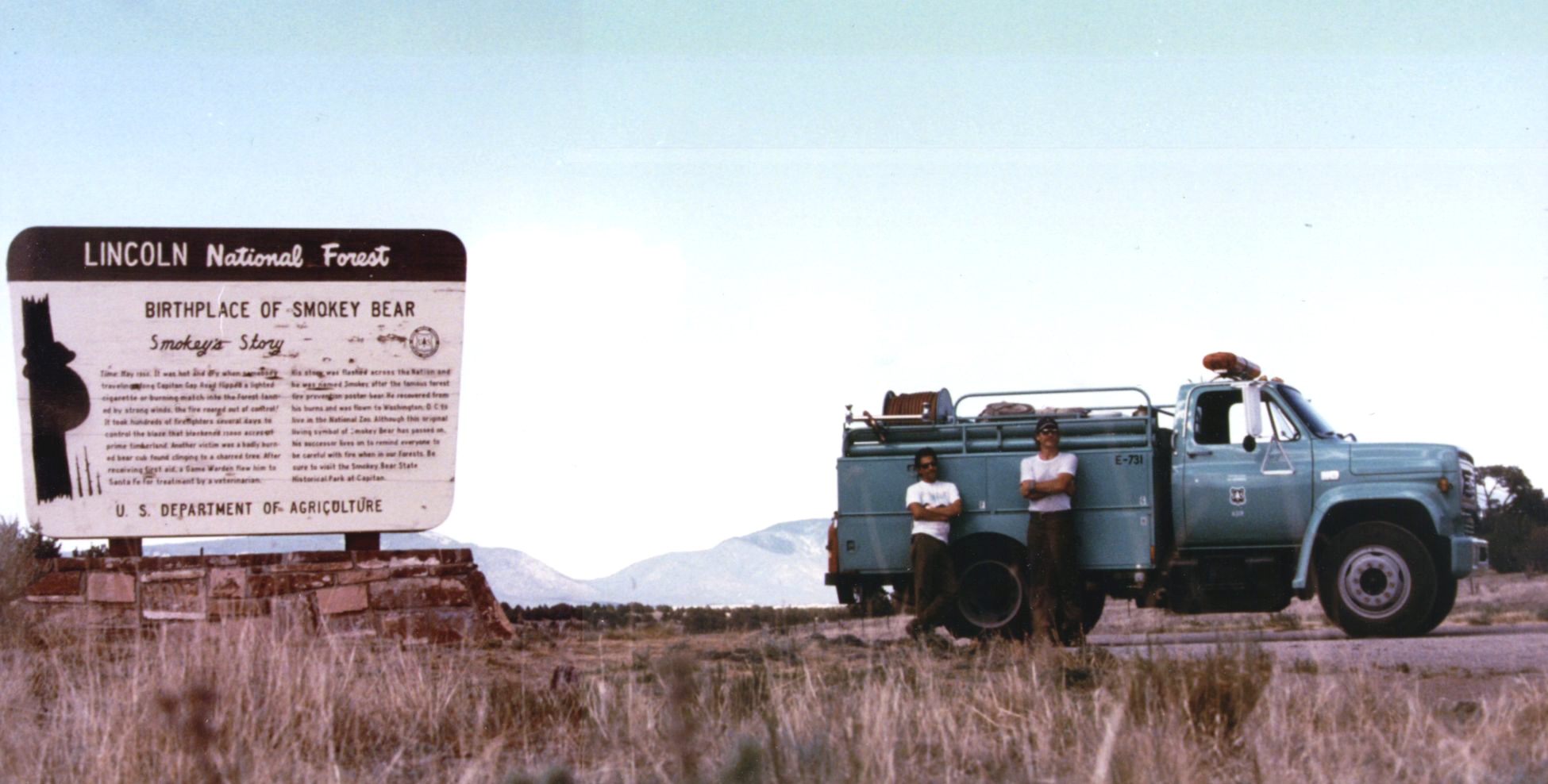
Mecanismo de fogo 731 da Floresta Nacional de Tahoe e a Tripulação no Ponto de Vista do Urso Smokey, em junho de 1990 (Temporariamente atribuído ao Lincoln Floresta Nacional). Capitan Gap é a passagem localizada na distância entre o Motor e o sinal.

O símbolo vivo de Smokey era um filhote de Urso Negro que, na primavera de 1950, foi pego no Incêndio de Capitan Gap, uma queimada que queimou 17 000 acre(s)s (69 km2) na Floresta Nacional de Lincoln, nas Montanhas Capitan do Novo México. Smokey escalou uma árvore para fugir do fogo, mas suas patas e pernas haviam sido queimadas. De acordo com algumas histórias, ele foi resgatado por um agente florestal depois do fogo, mas de acordo com a Divisão do Novo México de Engenharia Florestal, foi um grupo de soldados de Fort Bliss, Texas, que havia sido enviado para combater o incêndio e descobriu o filhote e o trouxe para um acampamento.

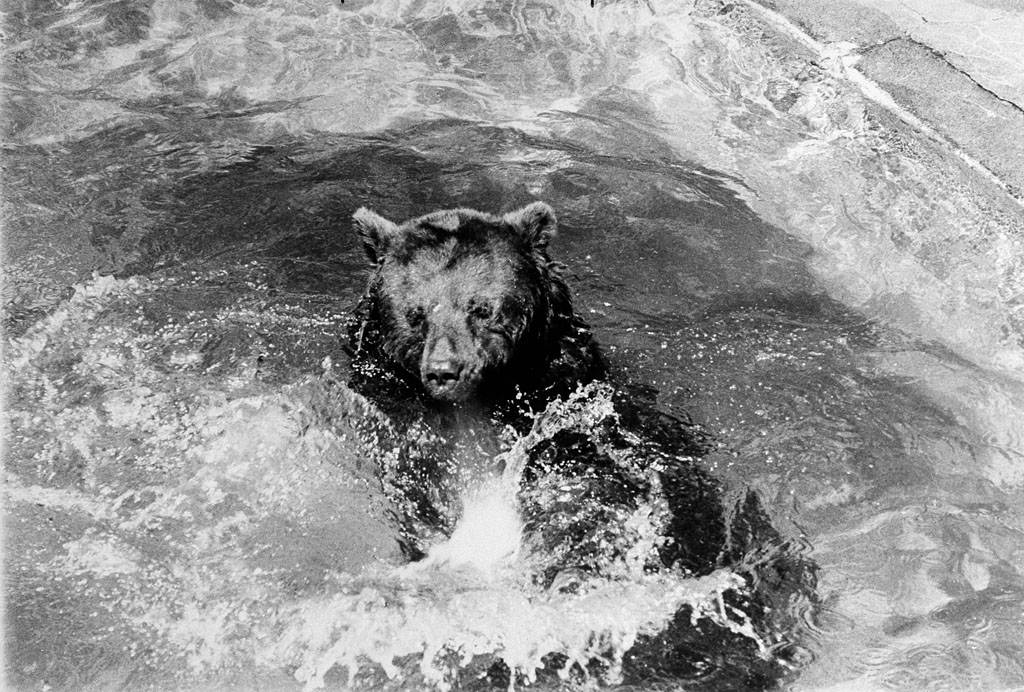
O Urso Smokey original, brincando na sua piscina no Zoológico Nacional, em um tempo na década de 1950.

Num primeiro momento foi chamado de Hotfoot Teddy (Teddy "Pé-Quente"), mais tarde foi renomeado de Smokey, por causa do mascote. Existem histórias conflitantes do indivíduo u indivíduos que ajudaram primeiro a cuidar do urso depois da queimada.  De acordo com o obituário do "the New York Times", Homer C. Pickens, o então diretor assistente do Departamento de Caça e Pesca do Novo México, manteve o filhote em sua casa por um tempo, tentando deixá-lo saudável. De acordo com outros registros, incluindo uma história na Revista Live, o patrulheiro do Departamento de Caça e Pesca do Novo México Ray Bell o levou para Santa Fe, onde ele, sua esposa Ruth, e seus filhos Don and Judy tomaram conta do filhote.  A história foi recontada por vários jornais e Smokey virou uma celebridade. Logo depois, Smokey voou num avião Piper Cub para o Zoológico Nacional de Washington, D.C.. Um quarto foi preparado para ele no Zoológico de St. Louis para uma parada para reabastecimento durante a viagem, e quando chegou ao Zoológico Nacional, centenas de espectadores, incluindo membros grupos de escoteiros, fotógrafos, e a mídia, estavam lá para dar as boas-vindas.

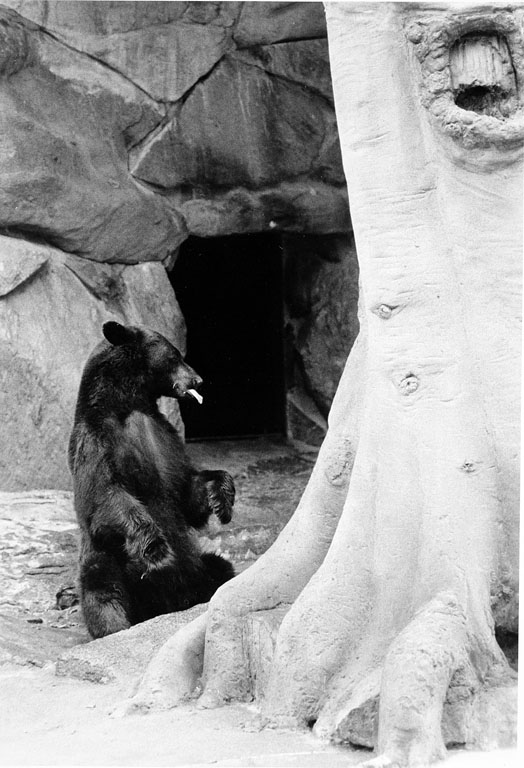
O Urso Smokey comendo na sua nova "árvore de mel" — uma árvore que automaticamente dispensa mel e frutinhas— instalada no recinto de Smokey no Verão de 1984.

Smokey viveu no Zoológico Nacional por 26 anos. Durante esse tempo, recebeu milhões de visitantes e cartas (mais de 13 000 por semana), por isso, em 1964, o Serviço Postal Americano deu a ele seu Código de Endereçamento Postal (20252).  Ele desenvolveu gosto por sanduíches de manteiga de amendoim, em adição a dieta diária de anchovas e trutas.
Com sua morte em 9 de Novembro de 1976, Os restos mortais de Smokey foram entregues pelo governo a Capitan, Novo México, e enterrados no local hoje conhecido como Parque Histórico do Urso Smokey. Na placa em seu túmulo pode-se ler, "Este é o local de descanso do primeiro Urso Smokey vivo...Símbolo vivo da prevenção de queimadas e da conservação da vida selvagem". O jornal The Washington Post fez um obituário semi-humoroso para Smokey, chamado "Urso", chamando ele de "um nativo transplantado do Novo México que residiu por muitos anos em Washington D.C., com vários anos servindo ao governo." Também mencionou sua família, incluindo sua esposa, Urso Goldie, e o "filho adotivo" O Pequeno Smokey. O obituário notou que Smokey e Goldie não eram parentes de sangue, mesmo pelo fato de compartilharem o nome de "Urso".  O jornal The Wall Street Journal incluiu um outro obituário para o Urso Smokey na primeira página, em 11 de Novembro de 1976,  então tantos jornais incluiram artigos e obituários que os arquivos do Zoológico Nacional passaram a incluir 4 diários completos destinados às homenagens (Série 12, boxes 66-67).

### Planos para futuros Ursos Smokey
Em 1962, Smokey foi tornado o parceiro de um Urso Fêmea, "Urso Goldie", para que talvez os descendentes de Smokey tomassem seu título .  Em 1971, quando o casal ainda não havia produzido nenhum filhote, o Zoológico adicionou um "Pequeno Smokey", outro filhote de urso órfão da Floresta de Lincoln, anunciando no recinto que o par adotou o filho.
Em 2 de Maio de 1975, o Urso Smokey oficialmente se "aposentou" oficialmente do seu papel de mascote vivo, e o título de "Urso Smokey II" foi dado ao Pequeno Smokey numa cerimônia oficial.  O Pequeno Smokey faleceu em 11 de Agosto de 1990.
Com a morte de Smokey, seus restos mortais para uma filial do Serviço Florestal Americano em Capitan, Novo México onde foram enterrados à noite. A filial agora é um centro interpretivo para o incêndio florestal e para Smokey. No jardim adjacente ao centro interpretivo há o túmulo de Smokey.  Milhares de pessoas passam lá por ano para prestar homenagens ao urso.

## Smokey como personagem popular

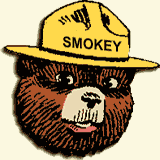
"Apenas VOCÊ pode evitar os incêndios florestais!"

O personagem se tornou uma parte importante para a cultura americana na década de 1950. Ele apareceu em programas de rádio, em histórias em quadrinhos, e m desenhos animados.
Em 1952, depois de Smokey atrair considerável interesse comercial, o Ato Smokey Bear, um ato do Congresso, foi passado para remover o personagem do domínio público e colocá-lo sob o controle da Secretaria da Agricultura. O ato proveu para o uso dos royalties de Smokey para a educação sobre os perigos de incêndios florestais.  Mais de 3 milhões de dólares foram arrecadados.
Um boneco do Urso Smokey foi vendido pela Ideal Toys a partir de 1952; o boneco incluía um cartão encorajando as crianças a se tornarem  Patrulheiros Juniores da Floresta. Em 3 anos, meio milhão de crianças se candidatou para o serviço. Em Abril de 1964, o personagem ganhou seu próprio Código de Endereçamento Postal (código postal): 20252.
Em 1955, foi publicado o primeiro livro infantil, seguido de várias continuações e livros de colorir. Logo milhares de bonecos, brinquedos e outros objetos colecionáveis estavam no mercado.
Entre as décadas de 1950 e 1960, o Conselho Publicitário transmitiu anúncios de rádio, com o Urso Smokey "conversando" com celebridades americanas como Bing Crosby, Art Linkletter, Dinah Shore, Roy Rogers, e muitos outros.
O nome e a imagem de Smokey foram reutilizados no Prêmio do Urso Smokey, que é dado pelo Serviço Florestal dos Estados Unidos da América para "reconhecer grandes serviços para a prevenção de incêndios florestais e para conscientização sobre tal perigo".
Apesar de Smokey originalmente vestir um chapéu da campanha do Serviço Nacional de Parques dos EUA  (que era derivado do chapéu da guarda florestal), a vestimenta só se tornou famosa com a associação ao Urso e seu desenho animado. Assim, às vezes é chamado de chapéu de "Urso Smokey" por certos braços do serviço militar e da polícia do estado que ainda o usam. Pelo mesmo motivo, caminhoneiros apelidam policiais do estado de "Smokey" ou "ursos".

## Legado

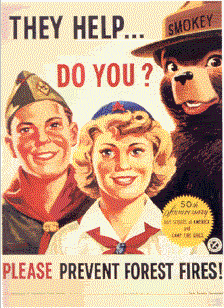
Smokey Bear com membros da Escoteiros e das Bandeirantes em 1960

Para o quadragésimo aniversário de Smokey em 1984, ele foi homenageado com a criação de um selo postal que mostrava um filhote agarrado a uma árvore pegando fogo. Foi desenhado por Rudy Wendelin.[carece de fontes?] O comercial para seu quinquagésimo aniversário mostrou animais silvestres com um bolo para Smokey. O urso estava vendado e sentiu o cheiro de fumaça, sem saber sobre o bolo. Assim, ele acerta o bolo com a pá e se desculpa quando retira a venda.
Em 2004, o sextagésimo aniversário de Smokey foi comemorado de várias formas, incluindo a resolução do Senado em 9 de Agosto de 2004, que fez com que o presidente promovesse várias atividades e cerimônias. 
De acordo com Richard Earle, autor da The Art of Cause Marketing, a campanha de Smokey é reconhecida como uma das mais fortes já feitas pelo Serviço Publicitário. "Smokey é simples, forte e objetivo", Earle escreveu. "É um morador dessas florestas que vocês andam visitando, e que se importa com a sua preservação. Qualquer que tenha crescido assistindo Bambi sabe o quão terríveis são os incêndios florestais. Mas Smokey não iria fugir. Smokey é forte. Ele vai ficar e lutar contra o fogo usando tudo o que tem, mas prefere dar cobertura impedindo o início das queimadas".
No aniversário do resgate do Urso Smokey do Incêndio de Capitan Gap, em 9 de Maio de 2000, Marianne Gould do Distrito de Patrulheiros do Urso Smokey, Eddie Tudor do Museu do Urso Smokey e Neal Jones da rádio Ruidoso do Novo México criaram os "Dias do Urso Smokey". O evento celebra a mensagem da prevenção de incêndios florestais e a conservação da natureza com concertos musicais, talha com moto-serra, competição de bombeiros, comida, vendedores e uma parada. Os "Dias do Urso Smokey" ocorrem em Capitan no Novo México, lar histórico do personagem, durante todo o primeiro fim de semana de Maio.
Entre 2008 e 2011, foram lançados novos comerciais com imagens geradas por computador do Urso Smokey.[carece de fontes?]

## Dublagem do Urso Smokey
A personalidade da estação de rádio de Washington D.C. WMAL Jackson Weaver serviu como voz primária para Smokey até sua morte em Outubro de 1992. Outros que proveram a voz para Smokey incluem Jim Cummings, Roger C. Carmel, Jack Angel, George Walsh da Estação de Rádio de Los Angeles KNX, e Gene Moss. Em Junho de 2008, o Serviço Florestal lançou uma nova série de anúncios dublados pelo ator Sam Elliott, simultaneamente dando um novo design visual a Smokey para convencer a jovens adultos.

## Adaptações

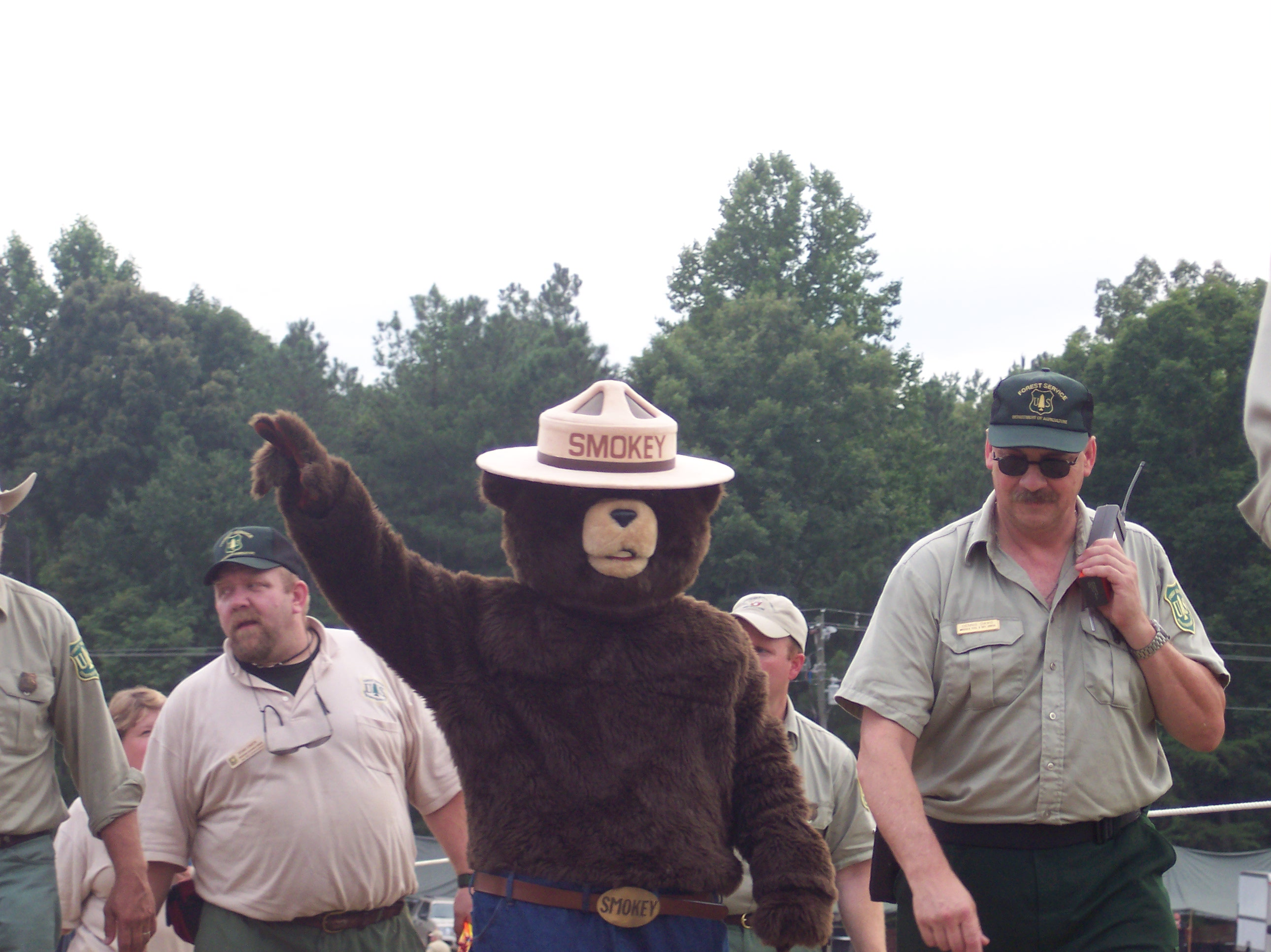
Smokey Bear no National Scout Jamboree de 2005

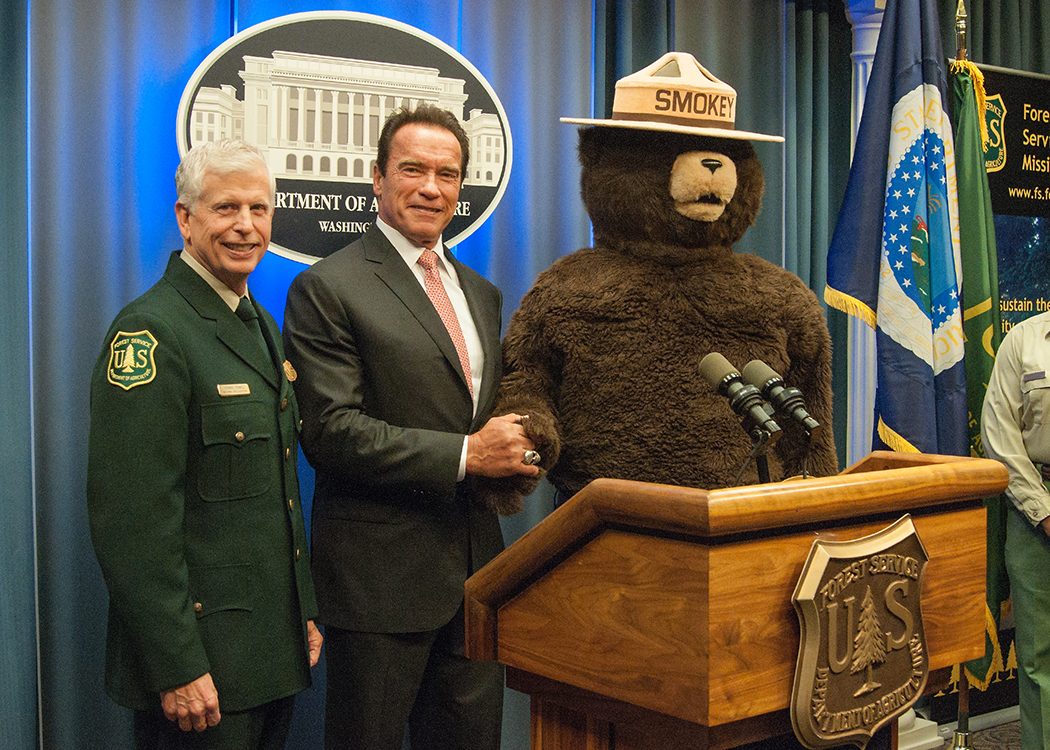
Smokey com Thomas Tidwell, Chefe do Serviço Florestal dos EUA, e Arnold Schwarzenegger

O Urso Smokey - e suas paródias - aparecem em animações há mais de cinquenta anos. Em 1956, ele fez uma aparição num curta-metragem da Disney chamado In the Bag sendo dublado por Jackson Weaver.
Em 1966, Rankin/Bass produziu um especial "Animágico" em stop-motion da televisão para a NBC, chamado The Ballad of Smokey the Bear (A Balada do Urso Smokey), narrado por James Cagney. Durante a temporada da televisão de 1969 a 1970, Rankin/Bass também produziu uma série semanal das manhãs de Sábado para a ABC, The Smokey Bear Show (O Show do Urso Smokey), produzido com animações tradicionais da Toei Animation.
A canção "Smokey The Bear" (Smokey o Urso) de Steve Nelson e Jack Rollins recebeu versões cover do grupo Canned Heat, entre outros. A faixa apareceu em um de seus CDs, The Boogie House Tapes 1969-1999.
"Smokey the Bear Sutra" (Sutra do Urso Smokey) é um poema de 1969 de Gary Snyder, que mostra preocupações ambientais na forma de um sutra Budista, e mostra Smokey como a reencarnação de Vairocana.